# Stadio municipale di Anduva
Lo stadio municipale di Anduva (in spagnolo Estadio Municipal de Anduva) è uno stadio di calcio situato a Miranda de Ebro, in Spagna. Dal 1950 ospita le gare interne del Mirandés.